# Список наград и номинаций Korn
Эта статья содержит информацию, связанную с группой Korn.
За время своего существования Korn выиграли и были номинированы в различные номинациях. Приведённый ниже список предназначен для упорядочивания всех известных номинаций.

## Музыкальные премииBillboard
1999 — Лучший клип года/Хард рок за «Freak on a Leash»

## Circus Magazine
2001 — Korn заняли третье место по итогам читательского голосования в номинации Лучший вокалист и группа

## Премии «Грэмми»
1997 — Лучшее метал исполнение за «Shoots and Ladders» (номинация)
1998 — Лучшее метал исполнение за «No Place To Hide» (номинация)
2000 — Лучшее хард рок исполнение за «Freak on a Leash» (номинация)
2000 — Лучшее короткое музыкальное видео за «Freak on a Leash» (выиграна)
2003 — Лучшее метал исполнение за «Here to Stay» (выиграна)
2004 — Лучшее метал исполнение «Did My Time» (номинация)

## Hit Parader
2001 — Джонатан Дэвис избран 'любимой персоной' (по результатам читательского голосования)
2003 — альбом «Follow The Leader» занял #29 место в Топ 50 Метал CD всех времен
2003 — альбом«Korn» занял #20 место в Топ 50 метал CD всех времен
2005 — Джотанан Дэвис занял #14 место в рейтинге Величайшие метал звезды всех времен
2005 — Джеймс «Манки» Шаффер занял #43 место в Топ 50 хард рок гитаристов
2005 — Брайан «Хэд» Вэлч занял #40 место в Топ 50 хард рок гитаристов
2005 — Группа Года по итогам читательского голосования
2006 — #34 место в Топ 50 метал групп всех времен
2006 — Джонатан Дэвис занял #16 место в Топ 100 вокалистов всех времен
2007 — Дэвид Сильверия занял #42 место в Топ 100 ударников всех времен и #7 место в Топ 10 лучших ударников 90-х
2007 — Реджинальд «Филди» Арвизу занял #19 место в Топ 100 бас-гитаристов всех времен и #6 место в Топ 10 Лучших бас-гитаристов 90-х

## Blender
2003 — Follow the Leader вошёл в 500 CD, которые вы должны получить, прежде чем вы умрете

## Guitar World
2004 — Хэд и Манки заняли #26 место в 100 величайших метал гитаристов всех времен

## Kerrang!
1997 - альбом «Life is Peachy» получил награду в номинации «Лучший альбом»
2004 — «Freak on a Leash» занял #2 место в списке Kerrang Топ 100 синглов всех времен (по результатам читательского голосования)
2006 — #12 место в списке Kerrang в Топ 25 иностранных исполнителей
2006 — «Freak on a Leash» занял #10 место в «Величайшие видео всех времен» (по результатам читательского голосования)
2011 - Korn получили специальную награду «Hall of Fame»

## Metal Hammer
2005 — Филди был избран любимым басистом по результатам читательского голосования

## MTV
1999 — #30 место в 100 величайших видео из когда-либо сделанных за «Freak on a Leash» ссылка

## Награды MTV Video
1999 — «Freak on a Leash» была номинирована:
- Лучшее рок видео (выиграна)
- Видео прорыв
- Лучшая режиссура
- Лучшие спецэффекты
- Лучшая художественная постановка
- Лучший монтаж (выиграна)
- Лучшая кинематографичность
- Выбор зрителей

2000 — «Falling Away from Me» была номинирована:
- Лучшее рок видео

2002 — «Here to Stay» была номинирована:
- Лучшее рок видео

2006 Азия — «Twisted Transistor» была номинирована:
- Любимое видео (выиграна)

## Европейское MTV
2006 — Лучшая альтернативная музыка (номинация)

## Видео награды MuchMusic
1999 — «Freak on a Leash» была номинирована как Лучшее международное видео
2002 — Лучшее международное видео за «Here to Stay»

## Rolling Stone
1998 — Лучшая хард рок/метал-группа года

## Revolver
2007 — Лучшая концертная группа, третье место в Лучшие группы всех времен

## VH1
2000 — #53 место в 100 величайших хард рок исполнителей
2001 — «Freak on a Leash» заняла #22 место в 100 величайших видео
2006 — «Freak on a Leash» заняла #23 место в 40 лучших метал песен всех времен